# Средняя Ленинградская улица

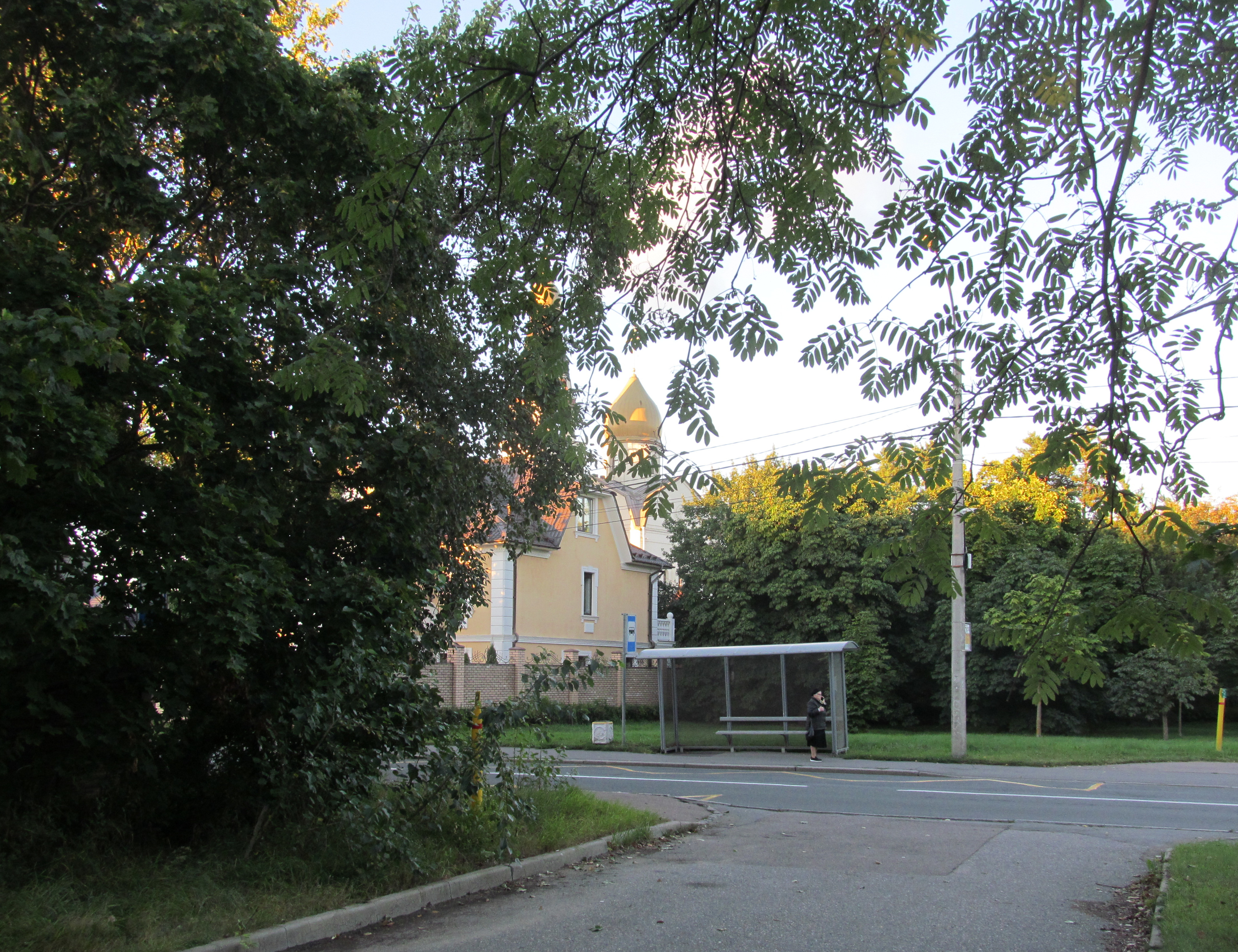
Средняя Ленинградская улица - угол с улицей Мосина

Сре́дняя Ленингра́дская у́лица — улица в городе Сестрорецке Курортного района Санкт-Петербурга. Проходит от улицы Мосина за Приморское шоссе.
Название появилось в 1930-х годах. Происходит от наименований Большой Ленинградской (ныне в составе улицы Мосина) и Малой Ленинградской улиц.
Первоначально проходила от Перепадской набережной за Приморского шоссе. При строительстве в 1970-х годах Приморского шоссе небольшой фрагмент, пересекающий это шоссе, исчез, и сейчас перекрёстка Средней Ленинградской улицы и Приморского шоссе не существует.
31 декабря 2008 года участок у Перепадской набережной упразднили, а взамен улицу загнули на восток к улице Мосина.